# Clube da Criança (álbum)
Clube da Criança é o primeiro e único álbum do programa Clube da Criança, lançado em 1984, pela RCA Victor (atual Sony Music). As canções do álbum eram tocados no programa homônimo, sendo que as faixas "Carrossel de Esperança" e "É de Chocolate" tocavam na abertura.
Após o lançamento do álbum, Patricia e Luciano fariam parte de um trio, junto com outro cantor mirim (Juninho Bill), que se chamaria "Trem da Alegria do Clube da Criança", que depois tornaria-se o grupo Trem da Alegria.

## Conteúdo
A música "É de Chocolate" ganhou nova versão, gravada pelo Grupo Chocolate em 1991, no disco A Festa do Chocolate, Xuxa também regravou a música em 1994, no disco Sexto Sentido, segundo o produtor Michael Sullivan, Xuxa esperou dez anos para regravar a música. Também foi incluída no último álbum do grupo Trem da Alegria de 1992 (intitulado Trem da Alegria) e no CD Focus: O essencial de Trem da Alegria. Ela também ganhou uma versão em espanhol com a personagem Chiquinha (Maria Antonieta de las Nieves) do seriado Chaves.
O disco era divulgado por Xuxa que apresentava o programa na época. O álbum trouxe várias participações especiais como o jogador de futebol Pelé, os cantores Robertinho de Recife, Absyntho, Sérgio Reis e Carequinha.

## Recepção
O primeiro disco de ouro foi recebido no programa Cassino do Chacrinha da Rede Globo, apenas um mês após o seu lançamento. O LP fez grande sucesso vendendo mais de 350 mil cópias, rendendo disco de platina. Na lista da Nopem dos 50 discos mais vendidos no ano de 1984, o compacto aparece na 24ª posição.

## Faixas
| Lado A         |                                    |                                  |                                                                                              |         |  |
| N.º            | Título                             | Compositor(es)                   | Intérprete(s)                                                                                | Duração |  |
| 1.             | "É de Chocolate"                   | Michael Sullivan Paulo Massadas  | Patrícia Marx e Luciano Nassyn, com participação especial de Emilinha e Robertinho de Recife | 3:51    |  |
| 2.             | "Carrossel de Esperança"           | Michael Sullivan Paulo Massadas  | Patrícia Marx e Luciano Nassyn, e participação especial de Roupa Nova e Xuxa                 | 3:16    |  |
| 3.             | "O Mundo Encantado de um Palhaço"  | Michael Sullivan Paulo Massadas  | Patrícia Marx e Luciano Nassyn, com participação especial de Carequinha                      | 3:02    |  |
| 4.             | "Dartagnan e os Três Mosqueteiros" | Guido Maurizio De Angelis        | Patrícia Marx e Luciano Nassyn                                                               | 3:16    |  |
| 5.             | "Moda do Sapo"                     | Renato Teixeira                  | Patrícia Marx e Luciano Nassyn, com participação especial de Sérgio Reis                     | 2:33    |  |
| 6.             | "Xuxa Xuxu"                        | Edgard Barbiere Juninho Ferreira | Patrícia Marx e Luciano Nassyn                                                               | 2:39    |  |
| 7.             | "Meu Ursinho Blau-Blau"            | Paulo Massadas Sergio Diamante   | Absyntho                                                                                     | 3:08    |  |
| Duração total: | Duração total:                     | Duração total:                   | Duração total:                                                                               | 20:45   |  |

| Lado B         |                              |                                 |                                                                               |         |  |
| N.º            | Título                       | Compositor(es)                  | Intérprete(s)                                                                 | Duração |  |
| 1.             | "Debaixo do Seu Nariz"       | Michael Sullivan Paulo Massadas | Patrícia Marx e Luciano Nassyn, com participação especial de Sérgio Mallandro | 3:14    |  |
| 2.             | "Recado à Criança"           | Pelé                            | Patrícia Marx e Luciano Nassyn, com participação especial de Pelé             | 2:55    |  |
| 3.             | "Lápis de Cor"               | Michael Sullivan Paulo Massadas | Xuxa                                                                          | 4:03    |  |
| 4.             | "Circo Alegre do Carequinha" | Evaldo Santos Juninho Ferreira  | Patrícia Marx e Luciano Nassyn, com participação especial de Carequinha       | 2:06    |  |
| 5.             | "Dorme Meu Bem"              | Júlio César Rodrigo Otávio      | Patrícia Marx e Luciano Nassyn, com participação especial de Vanusa           | 3:49    |  |
| 6.             | "Sonhos de Criança"          | Martinho da Vila                | Patrícia Marx e Luciano Nassyn, com participação especial de Martinho da Vila | 4:04    |  |
| 7.             | "Eu vi"                      | Juninho Ferreira                | Patrícia Marx e Luciano Nassyn, com participação especial de Xuxa             | 2:02    |  |
| Duração total: | Duração total:               | Duração total:                  | Duração total:                                                                | 22:13   |  |

## Certificações
| País   | Certificação | Vendas  |
| ------ | ------------ | ------- |
| Brasil | Platina      | 350.000 |

## Videoclipes
- "É de Chocolate"
- "Carrossel de Esperança"

## Material Extra Lançado

### Single "Lápis de Cor"
O LP 12 promocional Lápis de Cor foi lançado pela RCA (Sony Music) semanas antes do lançamento do álbum Clube da Criança.
A capa tem o fundo branco com uma janela com base um chapéu (com nome "Clube da Criança" em volta do chapéu) "com cortinas azuis e, na janela, mostram a imagem dos cantores "Patrícia e Luciano" acenando e uma imagem de Xuxa sentada no canto inferior esquerdo da capa com uma seta rosa apontando para a imagem de Xuxa com o nome da apresentadora. Ao redor da capa, há várias estrelas coloridas. No topo, aparecem os nomes de Patrícia (em rosa) e Luciano (em azul). Na contra-capa, tem uma mensagem e uma miniatura da capa do disco "Clube da Criança", porém a arte não é a mesma, provavelmente a capa ainda estava sendo aprovada.
- Mensagem do single:

"Lápis de Cor - Colorindo o Clube da Criança: No mundo alegre do Clube da Criança, a festa continua. Patrícia e Luciano trazem agora mais um convidado. É a vez de Xuxa, cantando Lápis de Cor.  Na magia desta linda canção, Xuxa, Patrícia e Luciano brincam de faz de conta e vão colorindo os nossos sonhos, fantasias e mistérios. Lápis de Cor é a varinha de condão que descobre castelos, piratas e tesouros na terra encantada do Clube da Criança".
| LP 12 (Lado A e B) |                |                                   |                |         |  |
| N.º                | Título         | Compositor(es)                    | Intérprete(es) | Duração |  |
| 1.                 | "Lápis de Cor" | Michael Sullivan e Paulo Massadas | Xuxa Meneghel  | 4:02    |  |
| Duração total:     | Duração total: | Duração total:                    | Duração total: | 4:02    |  |

## Ficha Técnica
- Direção Artística: Miguel Plopschi
- Direção de Podução: Guti
- Coordenação Artística: Maurício Shermam
- Produção Executiva: Michael Sullivan / Tony Campello / Rildo Hora
- Arranjos e Regências: Lincoln Olivetti / Elcio Alvares / Rildo Hora
- Técnicos de Gravação: Luiz Carlos T. Reis e Flávio Sena
- Mixagem: Flávio Sena e Luiz Carlos T. Reis (Sonhos de Criança)
- Supervisão de Áudio: Gunther J. Kibelkistis
- Corte: José Oswaldo Martins e Paulo A. Torres
- Teclados: Lincoln Olivetti - Serginho
- Baixo: Paulo César
- Guitarra e Violão: Kiko (Roupa Nova)
- Bateria: Picolé
- Trombone: Serginho
- Piston: Bidinho - Márcio Montarroyos
- Sax Alto: Léo Gandelmam
- Sax Tenor: Zé Carlos
- Coro: Regina - Fátima Regina - Renata - Ronaldo - Roberto - Paulo Massadas
- Capa e Direção de Arte: Elifas Andreato, Alexandre Huzak e Ivan Klingem